# Jean Lambert
Jean Lambert (n. 1 iunie 1950) este un om politic britanic, membru al Parlamentului European în perioadele 1999-2004 și 2004-2009 din partea Regatului Unit.